# Дятловка (Московская область)
Дятловка — деревня в городском округе Балашиха Московской области. Население — 196 чел. (2010).

## География
Деревня Дятловка расположена в восточной части городского округа Балашиха. Высота над уровнем моря 139 м. Рядом с деревней протекает река Камышенка. В деревне 2 улицы — Добросельская и Привольная; 2 переулка — 1-й и 2-й Дружный; приписано СНТ Вымпел. Ближайший населённый пункт — деревня Соболиха.

## История
Сельцо упоминается в 1549 году в данной грамоте от царского дьяка Никиты Дятла Григорьевича Мошкова московскому Новоспасскому монастырю как «вотчина-купля» сельцо Бездедово Федоровское с двумя деревнями и починком в Каменском стане Московского уезда. Очевидно, от имени Дятла Мошкова сельцо получило новое имя. По условиям данной сельцо переходило монастырю по смерти Мошкова за поминовение его родителей Григория (в иноках Гурия) и Софьи, но могло быть выкуплено наследниками за 150 рублей. Однако наследники Мошкова после его смерти, последовавшей около 1561 года, сельцо не выкупили. Деревня осталась владением московского Новоспасского монастыря.
После Смуты приписанные к Дятловке деревни обратились в пустоши. По переписи Московского уезда 1677 года. всеми жителями Дятловки были крестьяне, которых за несколько лет до переписи перевели из деревень Костромского уезда села Федоровского на реке Соть, другой монастырской вотчины. Деревня в 17-20 веках входила в приход храма Преображения Господня в селе Саввине.
В 1764 году после секуляризации монастырских владений Дятловка перешла в ведение коллегии экономии, а ее жители стали называться «экономическими крестьянами». В 1771 году десятая часть жителей деревни умерла от эпидемии чумы. В 1869 году в деревне в 50 дворах жили 297 человек, которые занимались земледелием и работали на четырех «фабриках», где на ручных станах ткали шерстяное и хлопчатобумажное полотно.
В 1926 году деревня являлась центром Дятловского сельсовета Васильевской волости Богородского уезда Московской губернии.
С 1929 года — населённый пункт в составе Реутовского района Московского округа Московской области. 19 мая 1941 года районный центр был перенесён в Балашиху, а район переименован в Балашихинский. До муниципальной реформы 2006 года деревня входила в состав Черновского сельского округа Балашихинского района. После образования городского округа Балашиха, деревня вошла в его состав.

## Население
| 1926 | 2002 | 2006 | 2010 |
| ---- | ---- | ---- | ---- |
| 530  | ↘179 | ↘169 | ↗196 |

В 1926 году в деревне проживало 530 человек (264 мужчины, 266 женщин), насчитывалось 103 хозяйства, из которых 102 было крестьянских. По переписи 2002 года — 179 человек (68 мужчин, 111 женщин).

## Известные уроженцы
- Муравьёв, Владимир Александрович (род. 1938) — советский и российский военачальник, генерал-полковник.
- Максимов Семён Андреевич (род.1912) — советский ученый, преподаватель, ветеран ВОВ.